# Andrés Rouga
Enrique Andrés Rouga (Caracas, 2 de março de 1982) é um futebolista venezuelano que atua na posição de zagueiro.